# 1957 في النمسا
فيما يلي قوائم الأحداث التي وقعت خلال عام 1957 في النمسا.

## سياسة

### تعيين في المنصب
- 22 مايو – أدولف شيرف قائمة رؤساء النمسا.

### انتهاء فترة المنصب
- 4 يناير – تيودور كورنر قائمة رؤساء النمسا.

## مواليد

### يناير
- 22 يناير – إرنست باومايستر

### فبراير
- 1 فبراير – والتر ستشاتشنر لاعب كرة قدم نمساوي.

### مايو
- 28 مايو – كلاوس ليندنبرغر لاعب كرة قدم نمساوي.

## وفيات

### مايو
- 12 مايو – إريك فون ستروهايم (مواليد 1885)

### يوليو
- 11 يوليو – فالتر ناوش (مواليد 1907) لاعب كرة قدم نمساوي.